# Impératrice douairière
Impératrice douairière (chinois et japonais : 皇太后 impératrice douairière ; pinyin : húangtàihòu; rōmaji : kōtaigō ; coréen : 황태후 ; romaja : Hwang Tae Hu ; vietnamien : Hoàng Thái Hậu ; hiragana : こうたいごう) est la traduction française du titre donné à la mère ou à la veuve d'un empereur chinois, japonais, coréen ou vietnamien. 
Le titre a également été donné occasionnellement à une autre femme de la même génération, tandis qu'une femme de la génération précédente était parfois le titre de grande impératrice douairière (chinois et japonais : 太皇太后; pinyin : tàihúangtàihòu; rōmaji : Taikōtaigō; prononciation en coréen : Tae Hwang Tae Hu ; vietnamien : Thái Hoàng Thái Hậu ; hiragana : たいこうたいごう). De nombreuses impératrices douairières ont  tenu la régence pendant le règne des empereurs d'âge mineur. Un grand nombre des plus éminentes impératrices douairières ont également étendu leur contrôle pendant de longues périodes après que l’empereur soit en âge de gouverner. C'était une source de troubles politiques selon la vision traditionnelle de l'histoire chinoise. 
Le titre d'impératrice douairière était donné à la femme d'un empereur de Russie ou empereur du Saint-Empire romain décédé. 

## Impératrice douairière par pays

### Impératrices douairières chinoises
- Dynastie Han
  - Impératrice douairière Lü
  - Impératrice douairière Dou
  - Impératrice douairière Wang
  - Impératrice douairière Deng
  - Impératrice Douairière Liang
  - Impératrice douairière He
- Dynasties du nord
  - Impératrice Douairière Feng
  - Impératrice douairière Hu
- Dynastie Tang
  - Impératrice douairière Wu, plus connue sous le nom de Wu Zetian
  - Impératrice douairière Wei, belle-fille de Wu Zetian.
  - Impératrice douairière He
- Dynastie Song
  - Impératrice Douairière Xie
- Dynastie Yuan
  - Impératrice Gi
- Dynastie Qing
  - Impératrice douairière Xiaozhuang
  - Impératrice douairière Chongqing
  - Impératrice douairière Ci'an
  - L’impératrice douairière Cixi, dirigeante de facto de la dynastie Qing pendant 40 ans
  - Impératrice douairière Longyu, abdiquée pour le compte de Puyi

### Impératrices douairières du Saint Empire romain germanique
Eleonora Gonzaga fut impératrice douairière de 1657 à 1686. 
Bien qu'elle n'ait jamais été qualifiée de douairière, l'impératrice Matilda était (de manière controversée) l'Impératrice du Saint-Empire romain et continua à être qualifiée d'"impératrice" longtemps après la mort de son mari. Bien qu'ayant abandonné le trône pour son fils Frédéric II, empereur du Saint-Empire romain, l'impératrice Constance, veuve de Henri VI, empereur du Saint-Empire romain conserva son titre d '« impératrice douairière » jusqu'à sa mort.

### Impératrices douairière indiennes
La Reine-impératrice Victoria était veuve en 1861, avant son accession au rang de reine-impératrice des Indes. Son fils, son petit-fils et son arrière-petit-fils sont tous morts avant leurs épouses et leurs veuves étaient connues comme des impératrices douairières dans ce contexte indien. Si George VI, le dernier empereur des Indes, était mort avant la proclamation de l’indépendance de l’Inde en 1947, sa veuve aurait été connue sous le nom d’impératrice douairière des Indes. Cependant, George VI meurt qu'en 1952, quelques années après l'indépendance officielle de l'Inde et le renoncement au titre d'empereur de l'Inde par le monarque britannique (officiellement en 1948). 
- La Reine-impératrice Alexandra (décédée le 20 novembre 1925), veuve du roi-empereur Édouard VII (r. 1901-1910)
- La Reine-impératrice Marie (décédée le 24 mars 1953), veuve du roi-empereur George V (1910-1936)
- La Reine-impératrice Elizabeth (décédée le 30 mars 2002), veuve du roi-empereur George VI (1936-1947 [note 1])

### Impératrices douairières japonaises

Etandard de l'impératrice douairière.

Dans l'organisation complexe de la Cour impériale japonaise, le titre « Impératrice douairière » ne revient pas automatiquement à l'épouse principale d'un empereur décédé. Le titre « Kōtaigō » ne peut être attribué ou accordé que par l'empereur qui aura accédé au Trône du chrysanthème . 
Les personnes suivantes ont obtenu ce titre impérial : 
- L'Impératrice douairière Kōjun (香淳皇后, Kōjun kōtaigō?, 1903-2000) , veuve de l'empereur Shōwa
- L'Impératrice douairière Teimei (貞明皇后, Teimei kōtaigō?, 1884–1951)[2] , veuve de l'empereur Taishō
- L'Impératrice douairière Shōken (昭憲皇太后, Shōken kōtaigō?, 1849–1914)[3] , veuve de l'empereur Meiji
- L'Impératrice douairière Eishō (英照皇太后, Eishō kōtaigō?, 1834–1898)[4] , veuve de l'empereur Kōmei
- L'Impératrice douairière Yoshiko (欣子皇太后, Yoshiko kōtaigō?, 1779–1846)[5], veuve de l'empereur Kōkaku

### Impératrice douairière coréenne
- Impératrice douairière Myeongheon (1831-1903), épouse et veuve de Heonjong de Joseon .

### Impératrices douairières russes
Les impératrices douairières de Russie ont préséance sur le couple des impératrices. C'était parfois une source de tension. Par exemple, lors de l'assassinat de Paul Ier, l'impératrice douairière Maria Feodorovna (Sophie Dorothea du Wurtemberg), par qui cette tradition a débuté, prenait souvent le bras de son fils, le tsar Alexandre Ier, lors de cérémonies, tandis que son épouse l'impératrice Elizabeth Alexeievna (Louise de Baden) marchait derrière, ce qui provoquait du ressentiment de la part de la jeune impératrice. La même chose s’est produite des décennies plus tard, à la mort de l’empereur Alexandre III, et l’impératrice douairière Maria Feodorovna (Dagmar du Danemark) avait préséance sur l’impératrice Alexandra Fyodorovna (Alix de Hesse), ce qui avait mis à rude épreuve leurs relations. La lutte pour le pouvoir a culminé lorsque l'impératrice douairière a refusé de remettre certains bijoux traditionnellement associés à l'impératrice consort. 
Il y a eu quatre impératrices douairières en Russie : 
- L'impératrice Maria Feodorovna (Sophie Dorothea de Wurtemberg), impératrice consort de Paul Ier de Russie
- L'impératrice Elizabeth Alexeievna (Louise de Baden), impératrice consort d'Alexandre Ier de Russie
- L'impératrice Alexandra Feodorovna (Charlotte de Prusse), impératrice consort de Nicolas Ier de Russie
- L'impératrice Maria Feodorovna (Dagmar du Danemark), impératrice consort d'Alexandre III de Russie

L’impératrice Elizabeth Alexeievna était brièvement et concurremment avec sa belle-mère, l’impératrice douairière Maria Feodorovna, une impératrice douairière elle-même. Elle est donc souvent oubliée comme impératrice douairière. 

### Impératrices douairière vietnamiennes
- Đinh - Dynastie Lê antérieure
  - Impératrice douairière Dương Vân Nga (952–1000) : en 979, son mari l'empereur Đinh Bộ Lĩnh est assassiné ; son fils, le prince Đinh Toàn, monte sur le trône. Elle devient impératrice douairière et s'occupe de toutes les questions politiques. Mais plus tard, elle détrôna son fils, céda le trône à Lê Đại Hành et l'épousa. Une fois encore, elle prit le titre d’impératrice consort. Parce qu'elle a été deux fois impératrice avec deux empereurs différents, elle s'appelle "Hoàng hậu hai triều" (impératrice à deux dynasties)[6].
- Dynastie Lý
  - Impératrice douairière Thượng Dương (? –1073) : bien qu'elle ne puisse donner naissance à aucun fils, la concubine de son mari, dame Ỷ Lan, donna naissance à un prince, appelé Lý Càn Đức. Après la mort de son mari, elle devint impératrice douairière et déclara qu'elle «buông rèm nhiếp chính» (allait régenter) pour le nouvel empereur de sept ans, mais la mère du nouvel empereur, Ỷ Lan, s'y opposa avec véhémence et la força à la mort. Son mandat en tant qu'impératrice douairière fut d'un an.
  - Impératrice douairière Ỷ Lan (c. 1044–1117) : après avoir détrôné et assassiné l'impératrice douairière précédente, elle devint impératrice douairière et conserva tous les pouvoirs politiques
  - Impératrice douairière Chiêu Linh (? –1200) : impératrice de l'empereur Lý Thần Tông. Son fils a été nommé prince héritier, mais plus tard, il a été détrôné du siège de prince héritier à celui d'un prince normal en raison d'un événement. La concubine de son mari, Đỗ Thụy Châu, donna naissance à un prince et il fut nommé prince héritier plus tard. Après la mort de son mari, le prince héritier monta sur le trône et elle devint impératrice douairière.
  - Impératrice douairière Đỗ Thụy Châu : Après que son fils soit monté sur le trône, elle est devenue la co-impératrice douairière avec l'impératrice douairière Chiêu Linh.
  - Impératrice douairière An Toàn (? –1226) : elle était célèbre pour avoir abusé de l’autorité pendant le règne de son fils, l’empereur Lý Huệ Tông. Sa belle-fille, l'impératrice Trần Thị Dung, s'est jointe à Trần Thủ Độ pour tenter de renverser la dynastie des Lý et la remplacer par la dynastie des Trần. Trần Thủ Độ forca son fils à abdiquer et à devenir moine à la pagode. Son fils fit ce que Trần Thủ Độ avait dit et céda le trône à sa petite-fille, Lý Chiêu Hoàng, qui fut la seule impératrice de l'histoire vietnamienne. Elle devint ainsi la grande impératrice douairière. Mais plus tard, Trần Thủ Độ  a forcé Lý Chiêu Hoàng à se marier avec son neveu Trần Cảnh, âgé de sept ans, et a cédé le trône à Trần Cảnh. À ce moment-là, An Toàn n'était plus douairière impératrice.
  - Impératrice douairière Trần Thị Dung (? –1259): elle est devenue impératrice douairière après que sa fille Lý Chiêu Hoàng soit montée sur le trône. Mais plus tard, Lý Chiêu Hoàng a cédé le trône à son mari Trần Cảnh. Trần Thị Dung n'était alors plus impératrice douairière.
- Dynastie Trần
  - Impératrice douairière Tuyên Từ (? –1318) : concubine et belle-sœur de l'empereur Trần Nhân Tông, elle est la sœur cadette de l'impératrice Bảo Thánh. En 1293, l'empereur Trân Nhân Tông cédait le trône à son fils avec l'impératrice Bảo Thánh, Trần Anh Tông, quelques mois plus tard, sa sœur Grande Impératrice Bảo Thánh morte, elle est devenue la seule survivante des consorts de Trân Nhân Tông. En 1308, le grand empereur Trần Nhân Tông décède, elle devient impératrice douairière. En 1314, l'empereur Trần Anh Tông céda le trône à son fils Trần Minh Tông, elle devint grande impératrice douairière.
  - Duc Tu Cung, mère du dernier empereur vietnamien Bao Dai[7].